# Jean-Gotthard Grimmer
Pour les articles homonymes, voir Grimmer.
Jean-Gotthard Grimmer, né à Strasbourg le 11 avril 1746, mort le 30 janvier 1820 à Seltz, est un pasteur et homme politique, membre de la Convention nationale.

## Biographie
Pasteur à Wissembourg, il devient lors de la Révolution administrateur de l’arrondissement de Wissembourg, puis du département du Bas-Rhin. Le 8 septembre 1792, il est élu 3e suppléant de ce département à la Convention, par 363 voix sur 507 votants ; en 1793 il est nommé juge au tribunal révolutionnaire et par la suite appelé le 28 février 1795 (10 ventôse an III) à la Convention où on ne le remarque guère. Par la suite il devient maire de Strasbourg mais est destitué de ses fonctions d'administrateur par une décision du pouvoir exécutif en germinal an VII (mars-avril 1799).

## Source
- « Jean-Gotthard Grimmer », dans Adolphe Robert et Gaston Cougny, Dictionnaire des parlementaires français, Edgar Bourloton, 1889-1891 [détail de l’édition]
- Nouveau dictionnaire de biographie alsacienne, article de G. Foessel, P. Stroh et B. Weigel, vol. 14, p. 1286